# اقتصاد سنغافورة
يُعد اقتصاد سنغافورة اقتصاد سوق حُر مُتطوراً للغاية. صُنف اقتصاد سنغافورة الأكثر انفتاحًا في العالم، وثالث أقلها من حيث معدلات الفساد [الإنجليزية]، كما صُنف أيضا كأكثر اقتصاد داعمًا للأعمال التجارية. تتميز ستغافورة بضرائب منخفضة (تمثل 14.2٪ من الناتج المحلي الإجمالي)، وتحتل البلاد المركز الثالث في العالم من حيث الناتج المحلي الإجمالي للفرد (وفقاً لتعادل القُدرة الشرائية). كما تستضيف سنغافورة المقر الرئيسي لمُنتدى التعاون الاقتصادي لدول آسيا والمحيط الهادئ (APEC).
بالإضافة إلى كونها بيئة مواتية للأعمال، تلعب الشركات الحكومية دورًا محوريًا في الاقتصاد السنغافوري. إذ يمتلك صندوق الثروة السيادية "تماسك القابضة" حصصًا كبرى في العديد من الشركات الوطنية الرائدة مثل الخطوط الجوية السنغافورية، سينغتل،وإس تي إنجينيرينغ [الإنجليزية]، وميديا كورب [الإنجليزية]. كما يُعد اقتصاد سنغافورة من أبرز الممولين العالميين للاستثمار الأجنبي المباشر، وقد استفادت البلاد من تدفق الاستثمارات الأجنبية الوافدة بفضل مناخها الاستثماري الجاذب وبيئتها السياسية المستقرة خلال السنوات الأخيرة.
تتنوع صادرات سنغافورة بين مجال الإلكترونيات والمواد الكيميائية وصناعة الخدمات، وتُعد هذه الصادرات المصدر الرئيسي للدخل في البلاد. لا تمتلك سنغافورة موارد طبيعية كافية، خصوصاً المائية التي تتوفر بكميات محدودة، لذلك تعتمد البلاد بشكل كبير على دول أخرى لاستيراد الموارد الطبيعية والسلع الخام تحتاجها. تحظى البلاد بمكانة مرموقة على المستوى الإقليمي باعتبارها مركزاً لإدارة الثروات،
تمتلك سنغافورة مساحات محدودة من الأراضي الصالحة للزراعة، لذلك تعتمد بشكل كبير على مُجمعات التكنولوجيا الزراعية لتعزيز الإنتاج الزراعي، ويُعد مركز بيوبوليس رائداً في هذا المجال. تُعد الموارد البشرية قضية حيوية أخرى بالنسبة للاقتصاد السنغافوري. احتل اقتصاد سنغافورة عام 2014 المرتبة الثانية  عالمياً في تصنيف «التكنولوجيا الحيوية العلمية الأمريكية» (بالإنجليزية: Scientific American Biotechnology).
تعتمد سنغافورة على شراء السلع الخام وتكريرها بغرض إعادة تصديرها، كما هو الحال في صناعة الرقائق [الإنجليزية] وتكرير النفط. تتوفر سنغافورة على ميناء استراتيجياً يجعلها أكثر قدرة على المنافسة من العديد من جيرانها في تنفيذ مثل هذه الأنشطة التجارية. احتل ميناء سنغافورة عام 2017 المرتبة الثانية من حيث حركة البضائع [الإنجليزية] بين موانئ العالم. تُعد نسبة التجارة إلى الناتج المحلي الإجمالي في سنغافورة من بين أعلى المُعدلات في العالم، حيث بلغ مُتوسطها حوالي 400٪ خلال الفترة 2008-2011.
للحفاظ على مكانتها الدولية وتعزيز ازدهارها الاقتصادي في القرن الحادي والعشرين، اتخذت سنغافورة تدابير لتعزيز الابتكار، وتشجيع روح المبادرة، وإعادة تدريب القوى العاملة، حيث حلّت سنغافورة في المركز الخامس في مؤشر الابتكار العالمي عام 2023 متقدمة من المركز السابع عام 2022، وتقدّمت للمركز الرابع وفق مؤشر عام 2024.

تُعد وزارة القوى العاملة الجهة المسؤولة عن وضع وتعديل وتطبيق قواعد هجرة العمال الأجانب، حيث يعمل في سنغافورة ما يقرب من 243 ألف عامل أجنبي.

## الإحصائيات الاقتصادية
| السنة | الناتج المحلي الإجمالي الاسمي (مليار) | نصيب الفرد من الناتج المحلي الإجمالي الاسمي | الناتج المحلي الإجمالي الحقيقي [الإنجليزية] (مليار) | الدخل القومي الإجمالي الاسمي (مليار) | نصيب الفرد من الدخل القومي الإجمالي الاسمي | احتياطي العُملات الأجنبية (مليار) | متوسط سعر الصرف (1US$ إلى S$) |
| ----- | ------------------------------------- | ------------------------------------------- | --------------------------------------------------- | ------------------------------------ | ------------------------------------------ | -------------------------------- | ----------------------------- |
| 2014  | S$398.987                             | S$72,937                                    | S$411.540                                           | S$385,070                            | S$70,400                                   | S$340.438                        | S$1.2671                      |
| 2015  | S$423.444                             | S$76,502                                    | S$423.444                                           | S$394.551                            | S$71,283                                   | S$350.991                        | S$1.3748                      |
| 2016  | S$439.412                             | S$78,364                                    | S$435.988                                           | S$408.820                            | S$72,909                                   | S$356.254                        | S$1.3815                      |
| 2017  | S$467.306                             | S$83,265                                    | S$452.119                                           | S$434.806                            | S$77,474                                   | S$373.994                        | S$1.3807                      |
| 2018  | S$491.174                             | S$87,108                                    | S$466.313                                           | S$457.983                            | S$81,222                                   | S$392.096                        | S$1.3491                      |

| الإحصائيات الاقتصادية: 1970 إلى 2010 المصادر: | الإحصائيات الاقتصادية: 1970 إلى 2010 المصادر: | الإحصائيات الاقتصادية: 1970 إلى 2010 المصادر: | الإحصائيات الاقتصادية: 1970 إلى 2010 المصادر: | الإحصائيات الاقتصادية: 1970 إلى 2010 المصادر: | الإحصائيات الاقتصادية: 1970 إلى 2010 المصادر: | الإحصائيات الاقتصادية: 1970 إلى 2010 المصادر: |
| السنة                                         | الناتج المحلي الإجمالي الاسمي (مليار)         | نصيب الفرد من الناتج المحلي الإجمالي الاسمي   | الدخل القومي الإجمالي الاسمي (مليار)          | نصيب الفرد من الدخل القومي الإجمالي الاسمي    | احتياطي العُملات الأجنبية (مليار)              | متوسط سعر الصرف (1US$ إلى S$)                 |
| --------------------------------------------- | --------------------------------------------- | --------------------------------------------- | --------------------------------------------- | --------------------------------------------- | --------------------------------------------- | --------------------------------------------- |
| 1970                                          | US$1.919 S$5.876                              | US$925 S$2,832                                | US$1.937 S$5.932                              | US$934 S$2,860                                | US$1.750                                      | غير موجود                                     |
| 1975                                          | US$5.789 S$13.728                             | US$2,559 S$6,067                              | US$5.841 S$13.851                             | US$2,582 S$6,122                              | US$3.007                                      | غير موجود                                     |
| 1980                                          | US$12.078 S$25.863                            | US$5,004 S$10,714                             | US$11.899 S$24.536                            | US$4,747 S$10,165                             | US$6.571                                      | غير موجود                                     |
| 1985                                          | US$18.555 S$40.823                            | US$6,782 S$14,921                             | US$19.220 S$41.161                            | US$6,838 S$15,045                             | US$12.860                                     | S$2.1213                                      |
| 1990                                          | US$38.899 S$70.507                            | US$12,766 S$23,139                            | US$36.675 S$69.798                            | US$12,638 S$22,907                            | US$27.789                                     | S$1.8125                                      |
| 1995                                          | US$87.891 S$124.575                           | US$24,937 S$35,346                            | US$83.220 S$125.475                           | US$25,117 S$35,601                            | US$68.819                                     | S$1.4174                                      |
| 2000                                          | US$95.835 S$165.217                           | US$23,794 S$41,018                            | US$95.330 S$164.205                           | US$23,648 S$40,767                            | US$80.169                                     | S$1.7239                                      |
| 2005                                          | US$127.417 S$212.074                          | US$29,866 S$49,715                            | US$121.000 S$198.050                          | US$27,891 S$46,428                            | US$116.172                                    | S$1.6646                                      |
| 2010                                          | US$236.420 S$322.361                          | US$46,569 S$63,498                            | US$227.377 S$235,076                          | US$46,305 S$63,137                            | US$225.754                                    | S$1.3635                                      |

## التاريخ الاقتصادي

### الاستعمار البريطاني
كان اقتصاد سنغافورة أحد المُستفيدين الرئيسيين من فترة الاستعمار البريطاني، حيث أنشئت خلال هاته الفترة عدة مراكز مالية وتجارية في المنطقة.
في سنة 1819، أنشأ السيد ستامفورد رافلز نائب حاكم بنكولين [الإنجليزية] (1818-1824) موقعًا على الطرف الجنوبي لشبه جزيرة الملايو. وفر الاستعمار الأساس للرأسمالية في المنطقة، كما ساهم أيضا في جعل سنغافورة «ثاني أغنى مكان في آسيا بعد اليابان». كان مُقررا اعتماد الكثير من الثروات المالية المُتراكمة داخل المنطقة بغرض إنشاء ميناء بحري رئيسي في سنغافورة.
في سنة 1826، أصبحت سنغافورة عاصمة لمُستعمرات المضيق، وهاته الأخيرة كانت عبارة عن مناطق ومُستعمرات تحكُمها شركة الهند الشرقية البريطانية.

### التوسع التجاري
في 17 نوفمبر 1869، افتُتحت قناة السويس، حيث ربطت بين البحر الأبيض المتوسط والبحر الأحمر. سمح هذا بخفض وقت السفر، مما أدى إلى زيادة حجم التبادلات التجارية. شهد حجم التجارة في سنغافورة زيادة قدرها 32 مليون دولار بعد عام واحد فقط من افتتاح هاته القناة ا. في 1879، وصل حجم التبادلات التجارية إلى 105 ملايين دولار مضيقي [الإنجليزية].

### الاستقلال
في سنة 1950، شهدت المنطقة اضطرابات اجتماعية أدت إلى قرار القوى الاستعمارية التخلي عن بعض الصلاحيات والقرارات. سعت القوى الاستعمارية إلى إنشاء وتمكين حكومة محلية في سنغافورة. كانت معظم هاته الاضطرابات الاجتماعية ناجمة عن ارتفاع معدلات البطالة، لذلك وُجهت الحكومة المحلية فيما بعد لحل هذه المشكلة. كان مجلس التنمية الاقتصادية هو الاسم الرسمي لمُنظمة اُنشئت في هذا الصدد لخلق فرص العمل.
في سنة 1955، شُكلت جمعية تشريعية محلية في سنغافورة، تضُم 25 عُضوا مُنتخبا من أصل 35. في سنة 1965، حين استقلت سنغافورة عن ماليزيا، واجهت البلاد سوقًا محليًا صغيرًا ومُستويات عالية من البطالة والفقر. كان حوالي 70 في المائة من الأسر في سنغافورة يعيش في ظروف شديدة الازدحام، وثلث سكانها يعيشون في أحياء فقيرة على أطراف المدن. بلغ متوسط البطالة 14 في المائة، وبلغ نصيب الفرد من الناتج المحلي الإجمالي 516 دولارًا، وكان نصف السكان يُعانون من الأمية.

### طفرة التصنيع
في الفترة 1965-1973، بلغ النمو السنوي للناتج المحلي الإجمالي الحقيقي 12.7٪. خلال الفترة 1965-1979، رفعت أزمات النفط وعي الحكومة بالقضايا الاقتصادية، حيث قررت إنشاء منتدى جديد للتغيير الاقتصادي. سلطت الحكومة الضوء على التركيز على مجالي التكنولوجيا والتعليم ليكونا الموجة الجديدة من المكاسب الاقتصادية. تمكنت الحكومة خلال هاته الفترة من تقليل التضخم وتزويد العمال بالآلات المُناسبة للحفاظ على النمو.
أنشأت حكومة سنغافورة مجلس التنمية الاقتصادية [الإنجليزية] لقيادة حملة الاستثمار، وجعل سنغافورة وجهة جذابة للاستثمارات الأجنبية. ازدادت تدفقات الاستثمارات الأجنبية المُباشرة الوافدة بشكل كبير خلال العقود التي تلت ذلك، وبحلول عام 2001 أنتجت الشركات الأجنبية ما نسبته 75٪ من المنتوجات الصناعية و85٪ من الصادرات المصنعة. في الوقت نفسه، ارتفعت مُعدلات الادخار والاستثمار في سنغافورة، لتُصبح من بين أعلى المستويات في العالم، في حين انخفضت مُعدلات استهلاك الأسر وحصص الأجور من الناتج المحلي الإجمالي، لتكون من بين أدنى المُعدلات في العالم.

### النمو في قطاع الخدمات
مع الانخفاض المُستمر في مُعدلات النمو، احتاجت سنغافورة مرة أخرى إلى تنويع اقتصادها. نتيجة لهذا الدافع الاستثماري، زاد مخزون رأس المال في سنغافورة 33 مرة بحلول عام 1992، وحققت البلاد زيادة قدرها عشرة أضعاف في نسبة رأس المال إلى العمالة. ارتفعت مستويات المعيشة بشكل مُطرد وازداد دخل الأُسر، لتنتقل وفقا ذلك المزيد من الأسر من طبقة الدخل المنخفض إلى مُستوى الدخل المتوسط.
في سنة 1987، ادعى لي كوان يو (بناءً على معيار ملكية المنازل السكنية) أن 80٪ من السنغافوريين يمكن اعتبارهم الآن أعضاء في الطبقة الوسطى. خلال حقبة حُكم لي كوان لسنغافورة، كان معدل التضخم والبطالة منخفضًا. مع ذلك، وعلى عكس السياسات الاقتصادية لليونان وبقية أوروبا، اتبعت سنغافورة سياسة إضفاء الطابع الفردي على شبكة الأمان الاجتماعي. وقد أدى ذلك إلى معدل ادخار أعلى من المتوسط واقتصاد مستدام للغاية على المدى الطويل. من دون دولة رفاهية مرهقة أو ما شابه ذلك، طورت سنغافورة قوة عاملة تعتمد على نفسها بشكل كبير وتتسم بالمهارات العالية وبخبرة جيدة في الاقتصاد العالمي.
خلال عقد التسعينيات، كانت سنغافورة أمام سؤال وجيه حول كيفية إعادة هيكلة اقتصادها. شكل ظهور شركات تصنيع كُفؤة في التسعينيات في جنوب شرق آسيا تحديًا، خُصوصا مع وجود يد عاملة قليلة وقيود على الأراضي. على الرغم من مُعاناتها في ما يخُص قطاع التصنيع، إلا أن سنغافورة ازدهرت في قطاعي المالية والتجارة، وكانت مركزًا صناعيًا للتجارة الدولية.
أنتجت إستراتيجية سنغافورة الاقتصادية نموًا حقيقيًا بلغ مُتوسطه 8.0٪ خلال الفترة من 1960 إلى 1999. منذ استقلال الدولة في عام 1965، تراكم الناتج المحلي الإجمالي لسنغافورة بمُتوسط زيادة بنسبة 9.5٪. انتعش الاقتصاد في 1999 بعد الأزمة المالية الإقليمية، تحت حُكم رئيس الوُزراء جوه تشوك تونغ، مع مُعدل نمو بلغ 5.4٪ في تلك السنة، ثُم بلغ بعدها المُعدل 9.9٪ سنة 2000. مع ذلك، أدى التباطؤ الاقتصادي في الولايات المتحدة واليابان والاتحاد الأوروبي، فضلاً عن الركود العالمي في مجال الإلكترونيات، إلى انخفاض النمو الاقتصادي المُقدر في عام 2001 بنسبة 2.0٪.
نما الاقتصاد بنسبة 2.2٪ في سنة 2002، وبلغت نسبة النمو 1.1٪ في عام 2003، حيث تأثرت سنغافورة بتفشي مرض السارس. في وقت لاحق، حدث تحول كبير سنة 2004، سمح للبلاد بتحقيق انتعاش كبير ونُمو بنسبة 8.3٪. في عام 2005، بلغ النمو الاقتصادي 6.4٪. وفي عام 2006 نما الاقتصاد السنغافوري بنسبة 7.9٪.
كان من الواضح أن سنغافورة ستُعاني أيضًا نتيجة للأزمة المالية العالمية لسنة 2008 نظرًا لكونها مركزا للخدمات المالية. شكك بعض الخُبراء في قدرة الاقتصاد السنغافوري على التعامل مع آثار هاته الأزمة العالمية. نما الاقتصاد في سنة 2009 بنسبة 3.1٪. أما في عام 2010، فقد عرف اقتصاد الدولة مُعدل نمو بنسبة 15.2٪.
في 8 يونيو 2013، بلغ مُعدل البطالة في سنغافورة حوالي 1.9٪ وكان مُعدل نمو اقتصاد البلاد مُنخفضًا، حيث سجل مُعدل 1.8٪ في كُل رُبع سنة، مُقارنة بـ 14.8٪ في عام 2010.
شهد عاما 2015 و2016 تباطؤًا لاقتصاد البلاد حيث تقلص نمو الناتج المحلي الإجمالي إلى 2٪ فقط. خلال نفس فترة تراجع النمو الاقتصادي، انخفضت مُعدلات البطالة ونسبة التضخم. في سنة 2017، بلغ الناتج المحلي الإجمالي لسنغافورة 323,907 مليار دولار. شهدت سنغافورة في سنة 2019 تباطؤًا اقتصاديًا، حيث انخفض نمو الناتج المحلي الإجمالي إلى 1.9٪ مُقارنة بنسبة 3.1٪ في سنة 2018، وذلك بسبب زيادة الرسوم الجمركية من الولايات المتحدة والصين.

### تفشي فيروس كورونا 2019
في خضم تفشي وباء فيروس كورونا، صرحت وزارة التجارة والصناعة السنغافورية في 26 مارس 2020 بأنها تعتقد بأن الاقتصاد سينكمش بنسبة تتراوح بين 1٪ و4٪ في عام 2020. جاء ذلك بعد انكماش الاقتصاد بنحو 2.2٪ في الربع الأول من عام 2020 مُقارنة بالربع نفسه من عام 2019. في 26 مايو من نفس السنة، صرحت الوزارة بأنها بصدد تعديل توقعاتها بشأن الاقتصاد السنغافوري في 2020، حيث أصبحت تتوقع بأن تتراوح نسبة الانكماش بين 4٪ و7٪. كان على الاقتصاديين خفض أرقامهم عن السابق، واقترح البعض أن الانتعاش الاقتصادي قد يستغرق بعض الوقت. استجابةً للضغوط الاقتصادية، خفضت وكالة موديز تصنيف القطاع المصرفي السنغافوري من النظرة المُستقبلية «المُستقرة» إلى النظرة المُستقبلية «السلبية». قدر الخبير الاقتصادي تشوا هاك بين أن "إجراءات الإغلاق [الإنجليزية]" التي بدأت في 7 أبريل قد تُؤثر على الاقتصاد السنغافوري بما يصل إلى 10 مليارات دولار سنغافوري. مع الإغلاق المفروض على العمال الأجانب، كانت هناك مخاوف من احتمال حدوث تأخير في أعمال البناء لمدة قد تصل إلى ستة أشهر. أعلن وزير الدولة الأعلى للتجارة والصناعة تشي هونغ تات أن حوالي 3,800 شركة قد أغلقت في أبريل 2020، وهو رقم أعلى بقليل من رقم 3700 شركة في المُتوسط في نفس الشهر في السنوات الخمس الماضية، على الرغم من أنه حذر من أن هذا الرقم قد يرتفع خلال الأشهر القليلة المقبلة. على الرغم من هذه الزيادة الطفيفة فقط في عدد الشركات التي أُغلقت، فقد انخفض عدد الشركات الناشئة بنحو الثلث عن مُتوسط أبريل منذ عام 2015.

## مؤسسات الدولة والاستثمار

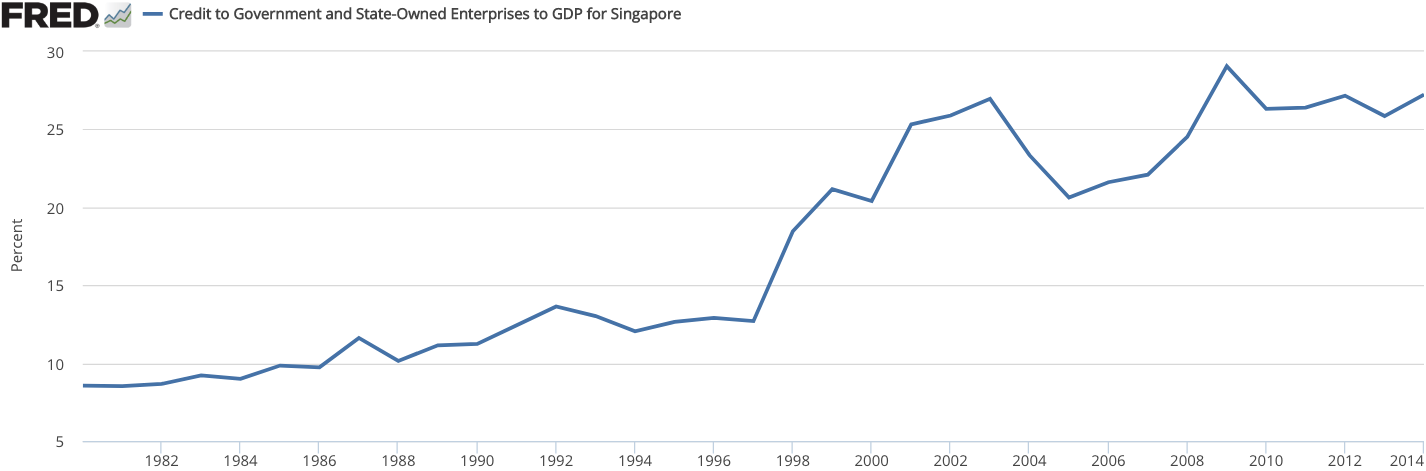
الشركات المملوكة للدولة في سنغافورة كنسبة مئوية من الناتج المحلي الإجمالي

يُعد القطاع العام مُستثمرا ومُحفزا رئيسيا للتنمية الاقتصادية والابتكار. تمتلك حكومة سنغافورة صندوقين للثروة السيادية هُما تيماسيك هولدنغز وجي آي سي برايفت ليمتد، ويُستخدمان لإدارة احتياطيات البلاد. في البداية كان دور الدولة مُوجهًا أكثر نحو إدارة الصناعات من أجل التنمية الاقتصادية، ولكن في العقود الأخيرة تحولت أهداف صناديق الثروة السيادية في سنغافورة نحو القطاع التجاري.
تلعب الشركات الحكومية وشركات القطاع العام دورًا مهمًا في الاقتصاد المحلي لسنغافورة. في نوفمبر 2011، استحوذت الشركات الستة الكبرى المُدرجة في بورصة سنغافورة (SGX) على حوالي 17 بالمائة من إجمالي رسملة البورصة. تعمل هذه الشركات المملوكة للدولة كليًا أو جُزئيًا على أساس تجاري، ولا تُمنح أي ميزة تنافسية فوق الشركات المملوكة للقطاع الخاص. تبرُز ملكية الدولة في القطاعات الاستراتيجية للاقتصاد، بما في ذلك قطاعات الاتصالات، والإعلام، والنقل العام، والدفاع، والموانئ، والمطارات، والبنوك، والشحن، والطيران، والبنية التحتية، والعقارات.
في سنة 2014، امتلكت تيماسيك أصولًا بقيمة 69 مليار دولار سنغافوري في سنغافورة، وهو ما يُمثل نسبة 7٪ من إجمالي رسملة الشركات المُدرجة في بورصة سنغافورة. في سنة 2017، حولت شركة غلاكسو سميث كلاين (GSK) مقرها الآسيوي إلى سنغافورة.

## القطاعات

### الخدمات المصرفية
تُعد سنغافورة مركزًا ماليًا عالميًا، حيث تُقدم البنوك السنغافورية تسهيلات بخصوص الحسابات البنكية للشركات على مُستوى عالمي. في مُؤشر المراكز المالية العالمية لسنة 2020، صُنفت سنغافورة على أنها سادس أكثر المراكز المالية تنافُسية في العالم إلى جانب مُدن مثل مدينة نيويورك ولندن وشنغهاي وطوكيو وهونغ كونغ وبكين وسان فرانسيسكو وشنتشن وزيورخ في قائمة أفضل 10 مُدن، وفي المرتبة الرابعة آسيويا بعد مُدن شنغهاي وطوكيو وهونغ كونغ. تشمل هذه الخدمات المالية العُملات المُتعددة، والخدمات المصرفية عبر الإنترنت، والخدمات المصرفية عبر الهاتف، والحسابات الجارية، وحسابات التوفير، وبطاقات الخصم والائتمان، والودائع ذات الآجال، وخدمات إدارة الثروات. وفقًا لمُنظمة هيومن رايتس ووتش، ونظرًا لدورها كمركز مالي للمنطقة، تعرضت سنغافورة باستمرار لانتقادات بسبب استضافتها لحسابات مصرفية تحتوي على مكاسب غير مشروعة لقادة وزُعماء فاسدين وشركائهم، بما في ذلك مليارات الدولارات من عائدات الغاز المخفية عن الحسابات القومية لدولة بورما. اجتذبت سنغافورة الأصول التي كانت مملوكة سابقًا في البنوك السويسرية لعدة أسباب من بينها الضرائب الجديدة المفروضة على الحسابات السويسرية، وضُعف سرية البنوك السويسرية. نقل كريدي سويس، وهُو ثاني أكبر بنك سويسري، نقل سنة 2005 مقر الخدمات المصرفية الخاصة الدولية الخاص به إلى سنغافورة.

### التكنولوجيا الحيوية
تعمل سنغافورة بقُوة على تعزيز وتطوير صناعة التكنولوجيا الحيوية في البلاد. استُثمرت مئات الملايين من الدولارات في هذا القطاع لبناء البنية التحتية وتمويل البحث والتطوير وتوظيف كبار العلماء الدوليين في سنغافورة. أقامت شركات الأدوية الرائدة في العالم، مثل شركات غلاكسو سميث كلاين وفايزر وميرك آند كو مصانع لها في سنغافورة. في 2006، استثمرت شركة غلاكسو سميث كلاين ما مجموعه 300 مليون دولار سنغافوري أخرى لبناء مصنع آخر لإنتاج لقاحات الأطفال، وهو أول مرفق من هذا النوع يُنشأ في آسيا. تُمثل صناعة الأدوية الآن أكثر من 8٪ من الإنتاج الصناعي للبلاد.

### الطاقة والبنية التحتية
تُعد سنغافورة مركز التسعير ومركز تجارة النفط الرائد في آسيا. تُشكل صناعة النفط 5 في المائة من الناتج المحلي الإجمالي لسنغافورة، حيث تُعد البلاد واحدة من أكبر 3 مراكز تكرير للنفط بغرض التصدير في العالم. في عام 2007 صدرت البلاد ما مجموعه 68,1 مليون طن من النفط. أدت صناعة النفط إلى تعزيز الصناعة الكيميائية وصناعة مُعدات النفط والغاز. تتوفر سنغافورة على 70 في المائة من السوق العالمية لكُل من الرافعات وصناعة وحدات تحويل وتفريغ مخزون الإنتاج العائم. كما تتوفر أيضا على 20 في المائة من السوق العالمية لإصلاح السفن. في 2008، وظفت الصناعة البحرية ما يقرب من 70 ألف عامل.

### العقارات
تمتلك حكومة سنغافورة أيضًا 90٪ من أراضي الدولة، بالإضافة إلى مساكن يعيش فيها 80٪ من السكان.

### الصناعة
تعد سنغافورة مركزًا صناعيًا رئيسيًا. تنتج الكيميائيات، والملابس، والنسيج، والمعدات الكهربائية والإلكترونية، والأدوات المنزلية، والمعدات الصناعية، والأجهزة العلمية والبصرية، ومنتجات المطاط والبلاستيك. كما تعد أيضًا مركزًا رئيسيًا للصناعات الغذائية، وتكرير النفط، وبناء وإصلاح السفن.
بدأ التصنيع بخطوات سريعه منذ أوائل الستينيات من القرن العشرين الميلادي، وأنشأت سنغافورة هيئة التنمية الاقتصادية عام 1961م للنهوض بالصناعة بصفتها العامل الأساسي للنمو الاقتصادي. وقد افتتحت مدينة جورونغ الصناعية في الجزء الغربي من الجزيرة. ويدير هذه المدينة، وحوالي عشرين منطقة صناعية أخرى، مجلس بلدية جورونغ الذي أنشئ عام 1968م.
وقد ركز البرنامج الاقتصادي في البداية على الصناعات ذات الكثافة العمالية المرتفعة للمساعدة على حل مشكلات البطالة التي سادت في أوائل الستينيات. بعد نجاح هذا البرنامج، انتقلت سنغافورة إلى الصناعات ذات المهارة العالية، ومنذ الثمانينيات من القرن العشرين، بدأت تركز على الصناعات ذات التقنية المتقدمة.

### السياحة
تُعد السياحة صناعة رئيسية، ويصل إلى سنغافورة حوالي خمسة ملايين ونصف المليون سائح سنويا، أي أكثر من عدد سكان الجزيرة. ويأتي معظم السائحين من اليابان، وأستراليا، وجنوب شرقي آسيا، والمملكة المتحدة، والولايات المتحدة الأمريكية. وقد أنشئت هيئة تنشيط السياحة عام 1964م. وتوجد في البلاد تشكيلة واسعة من الفنادق من بينها فروع لسلاسل الفنادق العالمية الرئيسية. وتعد السياحة ثالث أكبر مصدر للعملة الأجنبية في سنغافورة.

### الزراعة
لا تؤدي الزراعة إلا دورًا صغيرًا في اقتصاد سنغافورة. فمعظم الزراعة زراعة كثيفة وتستخدم أحدث الطرق التقنية. وينتج المزارعون الدواجن، والبيض، والفواكه، والخضراوات للسوق المحلي، بينما تزرع نباتات الأركيد للتصدير.

## الإسكان
قام السكان ببناء متاجر سكنية في الحي الصيني وبعض المناطق العرقية الأخرى. وقد بنيت هذه المباني التي تتكون غالبًا من طابقين فوق قطع طويلة وضيقة من الأراضي، ويتخذ الطابق الأرضي متجرًا. ومن هنا جاءت تسميتها المتاجر السكنية. ويطل المتجر بواجهة ضيقة على الشارع. أما باقي المبنى، فيمتد إلى الخلف لمسافة قد تصل إلى 65م، ويستخدم للتخزين. العديد من تلك المتاجر السكنية مازال قائمًا حتى اليوم.
في عام 1960م، أنشأت حكومة سنغافورة هيئة الإسكان والتنمية، لتوفير مساكن شعبية منخفضة التكلفة للسكان المقيمين في مساكن وضع اليد الفقيرة بوسط المدينة. وقد أقيمت هذه المساكن الجديدة في مدن سكنية تميزت بمبانيها المرتفعة وصممت وفق مفهوم المجاورات أي مثل المدن الجديدة التي أقيمت في بعض الدول الأوروبية في الخمسينيات من القرن العشرين. ويقيم في كل مجاورة سكنية من 1000 – 5000 عائلة. وتضم كل مدينة سكنية المدارس والأسواق والمتاجر وملاعب الأطفال. وتستغرق الرحلة بين هذه المدن السكنية ومناطق العمل الرئيسية في وسط المدينة حوالي 30 دقيقة.
استمرت سنغافورة في بناء مساكن شعبية بتكلفة تقل عن سعر السوق للمساكن الخاصة. وتتميز المدن الجديدة التي أنشئت بعد ذلك بإمكانات أفضل، فقد بنيت الشقق على مستوى أرقى، ومواد بناء أفضل.
ولقد تم إعادة تطوير وسط سنغافورة ليكون مركزًا تجاريًا وتم التخلص من الأحياء الفقيرة. وتعرف المنطقة المركزية محليًا باسم الحذاء الذهبي. وتقع منطقة الميناء بمخازنها وأرصفتها بالقرب من وسط المدينة. أما منطقة التسوق والفنادق، فهي في مكان منفصل. كما تشاهد المباني الإدارية الشاهقة والمجمعات التجارية والشقق الفاخرة في جميع أنحاء وسط المدينة. وكثيرًا ما تقام في المدينة الأنشطة الثقافية، مثل عروض المسرح والباليه والحفلات الموسيقية، ويتمتع مسرح وايانج التقليدي بشهرة واسعة. انظر: وايانج.

### المناطق الصناعية
انتقلت كثير من الصناعات الرئيسية إلى جورونغ، وهي منطقة صناعية كبيرة، تقع على الساحل الجنوبي الغربي، كما توجد مناطق صناعية أصغر وأماكن مخصصة للأبحاث والمكاتب في الضواحي المحيطة بسنغافورة.

## التجارة والاستثمار والمساعدات

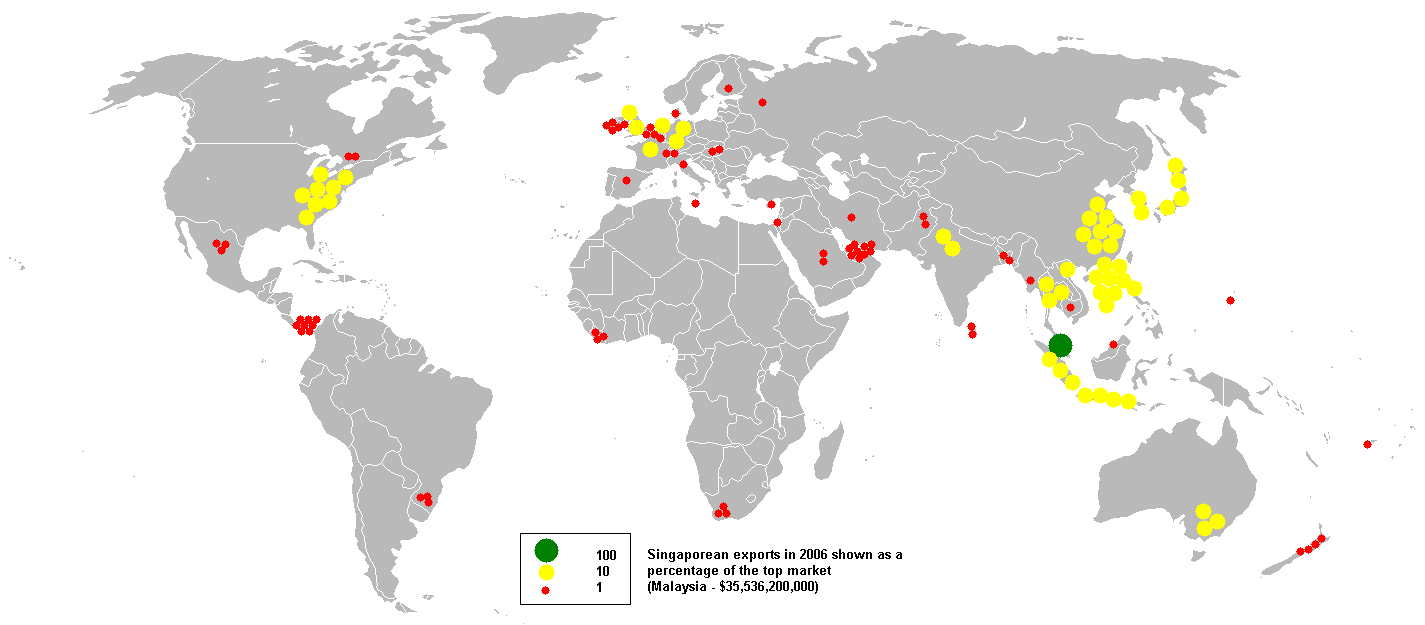
صادرات سنغافورة في سنة 2006

بلغ إجمالي التبادلات التجارية لسنغافورة في سنة 2014 ما مجموعه 982 مليار دولار سنغافوري. على الرغم من صغر حجمها، تحتل سنغافورة حاليًا المرتبة الخامسة عشر كأكبر شريك تجاري للولايات المتحدة. في عام 2014، بلغ إجمالي واردات سنغافورة 464 مليار دولار، وبلغ إجمالي الصادرات 519 مليار دولار. كانت ماليزيا مصدر الاستيراد الرئيسي لسنغافورة، وكذلك أكبر سوق تصدير لها، حيث شكلت الصادرات إليها 18٪ من صادرات سنغافورة، أمام الولايات المتحدة. ومع ذلك، تجدر الإشارة إلى أنه كانت هناك جهود من قبل بعض موردي الخضروات من ماليزيا لمُحاولة تهريب المواد الغذائية في حالة عدم استيفائهم لمعايير سلامة الأغذية.
تُعد ماليزيا الشريك التجاري الأكبر لسنغافورة، حيث بلغ إجمالي التجارة الثنائية بين البلدين حوالي 91 مليار دولار أمريكي في سنة 2012، وهو ما يُمثل أكثر من خُمس إجمالي التبادلات التجارية داخل الآسيان. زادت تجارة سنغافورة مع الشركاء التجاريين الرئيسيين مثل ماليزيا والصين وإندونيسيا وكوريا الجنوبية في عام 2012، بينما انخفضت التجارة مع دُول الاتحاد الأوروبي السبع والعشرين والولايات المتحدة وهونغ كونغ واليابان في نفس السنة. منذ عام 2009، تجاوزت قيمة الصادرات قيمة الواردات في التبادلات التجارية لسنغافورة مع الصين. بالمقارنة، فإن قيمة الواردات تتجاوز الصادرات بالنسبة لتجارة سنغافورة مع الولايات المتحدة منذ عام 2006.
شكل حجم إعادة تصدير الصادرات نسبة 43٪ من إجمالي مبيعات سنغافورة إلى البُلدان الأخرى في عام 2000. تُعد الشرائح الإلكترونية والبترول المُكرر والذهب وأجهزة الكمبيوتر والأدوية المُعبأة الصادرات الرئيسية لسنغافورة. بينما الواردات الرئيسية لها هي الشرائح الإلكترونية والنفط المُكرر والبترول الخام والذهب وأجهزة الكمبيوتر.
استفادت التجارة في سنغافورة من الشبكة الواسعة للاتفاقيات التجارية التي أبرمتها البلاد، والتي هي جُزء منها. وفقًا لمُنظمة (بالإنجليزية: Healy Consultants)، تتمتع سنغافورة بإمكانية التجارة الحرة مع كامل دُول شبكة الآسيان، وقد خفضت البلاد رسوم الاستيراد على الواردات القادمة من إندونيسيا وماليزيا والفلبين وتايلاند وبروناي وبورما وكمبوديا ولاوس وفيتنام.
يُواصل مجلس التنمية الاقتصادية السنغافوري (EDB) جذب صناديق الاستثمار على نطاق واسع للبلاد، على الرغم من ارتفاع تكلفة بيئة التشغيل نسبيًا في سنغافورة. تتصدر الولايات المتحدة حجم الاستثمارات الأجنبية في البلاد، حيث مثلت ما نسبتُه 40٪ من الالتزامات الجديدة لقطاع التصنيع في عام 2000. في سنة 1999، بلغ حجم الاستثمار التراكمي للتصنيع والخدمات من قبل الشركات الأمريكية في سنغافورة حوالي 20 مليار دولار (إجمالي الأصول). يتركز الجُزء الأكبر من الاستثمارات الأمريكية في قطاعات تصنيع الإلكترونيات، وتكرير النفط وتخزينه، والصناعات الكيماوية. تعمل أكثر من 1500 شركة أمريكية في سنغافورة.
اجتذبت حكومة سنغافورة بخُلوها من الفساد إلى حد كبير، وبالقوى العاملة الماهرة، والبنية التحتية المُتقدمة والفعالة، استثمارات من أكثر من 3 آلاف شركة مُتعددة الجنسيات من الولايات المتحدة واليابان وأوروبا. توجد الشركات الأجنبية في جميع قطاعات الاقتصاد تقريبًا. تُمثل الشركات متعددة الجنسيات أكثر من ثلثي المُنتجات الصناعية ومبيعات التصدير المُباشرة، على الرغم من أن بعض قطاعات الخدمات لا تزال تُسيطر عليها الشركات المُرتبطة بالحكومة أو المملوكة للدولة.
كما شجعت الحكومة الشركات على الاستثمار خارج سنغافورة، حيث بلغ إجمالي الاستثمارات المُباشرة للبلاد في الخارج حوالي 39 مليار دولار بنهاية عام 1998. كانت جمهورية الصين الشعبية الوجهة الأولى، حيث استحوذت على 14٪ من إجمالي الاستثمارات الخارجية، تلتها ماليزيا بنسبة 10٪، فهونغ كونغ بنسبة 9٪، ثُم إندونيسيا بنسبة 8٪، والولايات المتحدة بنسبة 4٪. أصبح الاقتصاد الهندي سريع النمو، وخاصة في قطاع التكنولوجيا عالية الدقة، مصدرًا مُتزايدًا للاستثمارات الأجنبية لسنغافورة. لا تُقدم الولايات المتحدة أي مساعدات اقتصادية أو مالية لسنغافورة، ولكن على ما يبدو فالولايات المتحدة حريصة على تحسين التبادلات التجارية الثنائية بين الطرفين، كما وقعت على اتفاقية تجارة حُرة مع ستغافورة. تبلغ ضريبة الشركات في سنغافورة 17 في المائة.
| السنة | إجمالي التبادلات التجارية | حجم الواردات | حجم الصادرات | % نسبة التغير                          |
| ----- | ------------------------- | ------------ | ------------ | -------------------------------------- |
| 2000  | 273 دولار                 | 135          | 138          | 21%                                    |
| 2001  |                           |              |              | -9.4%                                  |
| 2002  | 432                       |              |              | 1.5%                                   |
| 2003  | 516                       | 237          | 279          | 9.6%                                   |
| 2004  | 629                       | 293          | 336          | 21.9%                                  |
| 2005  | $716                      | 333          | $383         | 14%                                    |
| 2006  | 810                       | 379          | 431          | 13.2%                                  |
| 2014  | $983                      | $464         | $519         | 21.3% نسبة التغير من سنة 2006 إلى 2014 |

جميع الأرقام بالمليون دولار سنغافوري.

### اتفاقيات التجارة الدولية
| الطرف                         | الاتفاق                                                   | الاختصار                | اختُتمت         | وُقع عليها      | دخلت حيز التنفيذ | نص قانوني |
| ----------------------------- | --------------------------------------------------------- | ----------------------- | -------------- | -------------- | ---------------- | --------- |
| أستراليا                      | شراكة استراتيجية شاملة                                    | CSP                     | 6 مايو 2016    | 2015           |                  |           |
| نيوزيلندا                     | اتفاقية بين نيوزيلندا وسنغافورة حول شراكة اقتصادية أوثق   | ANZSCEP                 | 18 أغسطس 2000  | 14 نوفمبر 2000 | 1 يناير 2001     |           |
| رابطة التجارة الحرة الأوروبية | اتفاقية بين دول رابطة التجارة الحُرة الأوروبية وسنغافورة   | EFTA-Singapore FTA      | 11 أبريل 2002  | 26 يونيو 2002  | 1 يناير 2003     |           |
| اليابان                       | اتفاقية الشراكة الاقتصادية بين اليابان وسنغافورة          | JSEPA                   | أكتوبر 2001    | 13 يناير       |                  |           |
| الولايات المُتحدة              | اتفاقية التجارة الحرة بين الولايات المُتحدة وسنغافورة      | USSFTA                  | 19 نوفمبر 2002 | 6 مايو 2003    | 1 يناير 2004     |           |
| الأردن                        | اتفاقية التجارة الحرة بين الأردن وسنغافورة                | SJFTA                   | 29 أبريل 2004  | 16 مايو 2004   |                  |           |
| بروناي                        | اتفاقية الشراكة الاقتصادية الاستراتيجية عبر المحيط الهادئ | Trans-Pacific SEP       |                | أغسطس 2005     | 1 يناير 2006     |           |
| تشيلي                         | اتفاقية الشراكة الاقتصادية الاستراتيجية عبر المحيط الهادئ | Trans-Pacific SEP       | 18 يوليو 2005  |                | 1 يناير 2006     |           |
| نيوزيلندا                     | اتفاقية الشراكة الاقتصادية الاستراتيجية عبر المحيط الهادئ | Trans-Pacific SEP       | 18 يوليو 2005  |                | 1 يناير 2006     |           |
| الهند                         | اتفاقية التعاون الاقتصادي الشامل بين الهند وسنغافورة      | India-Singapore CECA    | نوفمبر 2004    | 29 يونيو 2005  | 1 أغسطس 2005     |           |
| كوريا الجنوبية                | اتفاقية التجارة الحرة بين كوريا الجنوبية وسنغافورة        | KSFTA                   | 28 نوفمبر 2004 | 4 أغسطس 2005   | نهاية 2005       |           |
| بيرو                          | اتفاقية التجارة الحرة بين بيرو وسنغافورة                  | PesFTA                  | سبتمبر 2007    | 29 مايو 2008   | أوائل 2009       |           |
| سريلانكا                      | اتفاقية التجارة الحرة بين سريلانكا وسنغافورة              | Sri Lanka-Singapore FTA | 2016           | 23 يناير 2018  | مُنتصف 2018       |           |

## اليد العاملة
في سنة 2000، كان لدى سنغافورة يد عاملة يبلُغ تعدادها حوالي 2.2 مليونا شخص. يتحدث سُكان البلاد اللغة الإنجليزية بطريقة جيدة، ما جعل سنغافورة مكانًا مُفضلا لدى الشركات مُتعددة الجنسيات لإقامة استثماراتها. قطعت سنغافورة شوطًا طويلاً مما كانت عليه في السابق، حيث أنه في سبعينيات القرن الماضي، كانت نسبة 2.4 في المائة فقط من القُوة العاملة من حملة الشهادات، ثُم ارتفع العدد بعدها إلى 6.3 في المائة بحلول سنة 1990. في سنة 2013، ارتفعت نسبة حاملي الشهادات في صفوف اليد العاملة إلى 31٪. يُعد المؤتمر الوطني للنقابات العُمالية الاتحاد النقابي الوحيد في البلاد، ويضُم تحت لوائه ما يقرُب من 99٪ من إجمالي العمالة المُنظمة.

## الفقر والتفاوتات الاقتصادية
تُعد سنغافورة واحدة من أغنى دول العالم من حيث نصيب الفرد، لكن مُعامل جيني فيها مُرتفع مُقارنة بالدول المُتقدمة الأخرى. نشرت إدارة الإحصاءات في سنغافورة إحصاءات وتقارير عن مدى التفاوتات في الدخل بين ساكنة البلاد.
في أكتوبر 2018، صنفت أوكسفام سنغافورة في المرتبة 149 من أصل 157 بخصوص التزامها بالحد من مؤشر التفاوتات لعام 2018، مما جعلها من بين الدول العشر الأدنى في المؤشر، والذي يُصنف البلدان على أساس الجهود المبذولة للحد من التفاوتات الاقتصادية. في تقريرها، اتهمت منظمة أوكسفام سنغافورة بنهجها لمُمارسات تُشجع «السلوكات الضريبية الضارة»، وبعدم وجود حد أدنى عالمي للأجور (باستثناء عمال النظافة وحراس الأمن)، وبضعف الأداء فيما يتعلق بحقوق العمال. ردت الحكومة على التقرير مُدعية بأنه من الأهم النظر إلى «النتائج الحقيقية» مثل ارتفاع ملكية المنازل والصحة والتعليم والتوظيف في سنغافورة، بدلاً من الإنفاق العام أو مُعدلات الضرائب، قائلة أيضًا إن التقرير «يفترض أن ارتفاع الضرائب وارتفاع الإنفاق العام يعكس الالتزام بمُكافحة التفاوتات الاقتصادية».
تُقدم الحكومة السنغافورية الدعم الاجتماعي من خلال مجموعة مُتنوعة من برامج المساعدة الاجتماعية. تدير وزارة التنمية الاجتماعية والأسرية برنامج (بالإنجليزية: ComCare)، وهو برنامج يُوفر دعما ماديا لأسر المُواطنين ذوي الدخل المنخفض من خلال برامج مُختلفة للمُساعدات القصيرة والمُتوسطة الأجل، والمساعدات طويلة الأجل، ودعم الأطفال، والاحتياجات المالية العاجلة. تُدير مجالس تنمية المجتمع أيضًا برامج مساعدة محلية مختلفة داخل مناطق نفوذها. تُدير وزارة القوى العاملة السنغافورية برنامج الدعم الفضي الذي يوفر دعمًا ماليًا إضافيًا لكبار السن من ذوي الدخل المنخفض والذين لا يتوفرون على دعم عائلي. في الوقت نفسه، تدير وزارة الصحة السنغافورية أيضًا برنامج (بالإنجليزية: MediFund)، وتُخصصه لمُساعدة العائلات التي تُعاني من صُعوبات في دفع الفواتير الطبية على الرغم من الدعم الحكومي وخطط التمويل الصحي الأخرى. إضافة لذلك، يُنسق المجلس الوطني للخدمة الاجتماعية مجموعة مُكونة من 450 منظمة رعاية تطوعية غير حكومية مُتخصصة في تقديم الخدمات الاجتماعية، إضافة إلى تنسيقه مُهمة جمع الأموال من خلال الصندوق الاجتماعي السنغافوري [الإنجليزية].
حاليا، ازداد الدعم الحكومي الذي كانت تحصل عليه الفئات ذات الدخل المنخفض والمُتوسط قبل عشر سنوات مضت، بمُعدل ضعفين ونصف الضعف.

## المالية العامة
ارتفع الإنفاق الحكومي في سنغافورة مُنذ بداية الأزمة المالية العالمية سنة 2008، من حوالي 15٪ من الناتج المحلي الإجمالي في تلك السنة، إلى 17٪ سنة 2012. يُصنف مُعدل نسبة إجمالي الإنفاق الحكومي من الناتج المحلي الإجمالي لسنغافورة من بين أدنى المعدلات دوليًا، كما يسمح هذا الأمر بوجود نظام ضريبي تنافسي. يُطلب من سنغافورة بموجب دستورها الحفاظ على ميزانية مُتوازنة على مدار كل فترة حكومية. تُخصص ديون حكومة سنغافورة لأغراض الاستثمار وليس لتمويل النفقات.
تتراوح ضرائب الدخل الشخصي في سنغافورة للدخل الذي يفوق 320,000 دولار سنغافوري ما بين 0٪ و22٪. لا توجد في سنغافورة ضرائب على أرباح رؤوس الأموال أو على الميراث. يبلغ معدل الضريبة على الشركات في سنغافورة 17٪، إلا أنه توجد إعفاءات وحوافز تُخصصها الدولة للشركات الصغيرة. يُعد نظام ضريبة دخل الشركات في سنغافورة أحادي الطبقة، مما يعني عدم وجود ضرائب مُزدوجة للمُساهمين.
سنت سنغافورة في 1 أبريل 1994 ضريبة على السلع والخدمات (GST) بلغ قدرها 3٪، ما أدى إلى زيادة إيرادات الحكومة بمقدار 1,6 مليار دولار سنغافوري (ما يُساوي 1 مليار دولار أمريكي أو 800 مليون يورو)، وإلى إنشاء المالية الحكومية. زادت ضريبة السلع والخدمات سنة 2003 إلى نسبة 4٪، ثُم إلى 5٪ في 2004، وإلى 7٪ في 2007.
تمتلك حكومة سنغافورة شركتين استثماريتين، هُما جي إي سي وتماسيك القابضة، وتُدير هاتين الأخيرتين احتياطيات البلاد. تعمل كلتا الشركتين كشركات قابضة للاستثمار التجاري بشكل مُستقل عن حكومة سنغافورة، لكن رئيس الوزراء لي هسين لونغ وزوجته هو تشينغ يشغلان منصبي رئيس مجلس الإدارة والرئيس التنفيذي لهذه الشركات على التوالي. بينما تستثمر شركة جي إي سي في الخارج، تمتلك تيماسيك 31٪ من استثماراتها في سنغافورة، كما تملك حصص الأغلبية في العديد من كُبريات الشركات في البلاد، مثل الخطوط الجوية السنغافورية وسينغ تل وإس تي إنجينيرينغ [الإنجليزية] وميديا كورب [الإنجليزية]. في 2014، كانت تيماسيك تملك 69 مليار دولار سنغافوري من الأصول في سنغافورة، وهو القدر الذي يُمثل 7٪ من إجمالي رسملة الشركات المُدرجة في بورصة سنغافورة.
في أبريل 2013، أصبحت سنغافورة ملاذا ضريبيا مُفضلا لدى الأثرياء على وجه الخُصوص، وذلك بسبب انخفاض مُعدل الضريبة على الدخل الشخصي، وأيضا لوجود إعفاء ضريبي كامل على مصادر الدخل التي تُنشأ خارج البلاد، إضافة إلى وجود 69 اتفاقية للازدواج الضريبي تُقلل من كل من ضريبة الاستقطاع ومن ضريبة أرباح رؤوس الأموال. من بين أبرز الأفراد الأثرياء الذين استقروا في سنغافورة، هُناك المليونير الأسترالي بريت بلوندي، بثروة شخصية تُقدر بنحو 835 مليون دولار أسترالي، والمُؤسس المُشارك في شركة فيسبوك إدواردو سافرين، حيث استقر الأول في البلاد سنة 2013، بينما استقر الثاني فيها في 2012. بالإضافة إلى ذلك، تمتلك سيدة الأعمال الأسترالية جينا رينهارت عدة عقارات في سنغافورة، كما انتقل المُستثمر الأمريكي جيم روجرز إلى سنغافورة في عام 2007. كما حصل كُل من المُمثل جيت لي في 2009 والمُمثلة غونغ لي في 2008 على الجنسية السنغافورية.

## السياسة النقدية
تلعب السلطة النقدية السنغافورية (MAS) دور كُل من البنك المركزي للبلاد والسلطة المُكلفة بالتنظيم المالي في سنغافورة، ويرأسها مُنذ مايو 2011 ثارمان شانموغاراتنام. تُسير هاته السلطة مُختلف القوانين المُتعلقة بالنقود والمصارف والتأمين والأوراق المالية والقطاع المالي بشكل عام، كما تتكلف أيضا بعملية إصدار العملة. مُنحت السلطة النقدية السنغافورية صلاحيات للعمل كمصرفي ووكيل مالي للحكومة السنغافورية، كما كُلفت بتعزيز الاستقرار النقدي، وسياسات الائتمان والتبادل التي تُساعد على نمو الاقتصاد.
على عكس العديد من البنوك المركزية الأخرى مثل نظام الاحتياطي الفيدرالي أو البنك المركزي الأوروبي أو بنك إنجلترا، لا تُنظم السلطة النقدية السنغافورية النظام النقدي عبر أسعار الفائدة من أجل التأثير على السيولة في النظام. بدلاً من ذلك، اختارت أن تفعل ذلك من خلال آلية الصرف الأجنبي، والتي تقوم بها منذ عام 1981. من خلال القيام بذلك، فإن السلطة تُدير سعر الصرف الفعلي الاسمي للدولار السنغافوري مُقابل عدد من العُملات الأجنبية التي لم تكشف عنها علنًا. يُنفذ هذا الأمر من خلال التدخل في سوق الدولار السنغافوري بالإضافة إلى العمليات الأخرى في أسواق المال. تُراجع السلطة النقدية السنغافورية سياساتها كل ستة أشهر تقريبًا، وهي مُدة تقل عن معظم البنوك المركزية الأخرى في العالم. في بعض الظروف، مثل أثناء جائحة فيروس كورونا، يمكن للسلطة النقدية السنغافورية تغيير تاريخ اجتماعاتها النصف سنوية.
| القرارات المُتعلقة بالسياسات المالية والنقدية | القرارات المُتعلقة بالسياسات المالية والنقدية                                                                   |
| التاريخ                                      | التغييرات |
| -------------------------------------------- | --- |
| 22 فبراير 2001                               | معدل التقدير التدريجي المتواضع لتقدير نطاق سعر الصرف الفعلي الاسمي للدولار السنغافوري.                         |
| 10 أبريل 2001                                | معدل التقدير التدريجي المتواضع لتقدير نطاق سعر الصرف الفعلي الاسمي للدولار السنغافوري.                         |
| 12 يوليو 2001                                | معدل صفر بالمائة من تقدير نطاق سعر الصرف الفعلي الاسمي للدولار السنغافوري.                                     |
| 10 أكتوبر 2001                               | معدل صفر بالمائة من تقدير نطاق سعر الصرف الفعلي الاسمي للدولار السنغافوري + نطاق واسع.                         |
| 2 يناير 2002                                 | معدل صفر بالمائة من تقدير نطاق سعر الصرف الفعلي الاسمي للدولار السنغافوري + نطاق ضيق.                          |
| 14 أكتوبر 2016                               | معدل صفر بالمائة من تقدير نطاق سعر الصرف الفعلي الاسمي للدولار السنغافوري + لا تغيير في عرض ومُستوى النطاق.     |
| 13 أبريل 2017                                | معدل صفر بالمائة من تقدير نطاق سعر الصرف الفعلي الاسمي للدولار السنغافوري + لا تغيير في عرض ومُستوى النطاق.     |
| 13 أكتوبر 2017                               | معدل صفر بالمائة من تقدير نطاق سعر الصرف الفعلي الاسمي للدولار السنغافوري + لا تغيير في عرض ومُستوى النطاق.     |
| 13 أبريل 2018                                | زيادة طفيفة في معدل تقدير نطاقنطاق سعر الصرف الفعلي الاسمي للدولار السنغافوري + لا تغيير في عرض ومُستوى النطاق. |
| 12 أكتوبر 2018                               | زيادة طفيفة في معدل تقدير نطاق سعر الصرف الفعلي الاسمي للدولار السنغافوري + لا تغيير في عرض ومُستوى النطاق.     |
| 12 أبريل 2019                                | معدل تقدير غير متغير لنطاق سعر الصرف الفعلي الاسمي للدولار السنغافوري + لا تغيير في عرض ومُستوى النطاق.         |
| 14 أكتوبر 2019                               | انخفاض طفيف في معدل التقدير، مع عدم وجود تغيير في العرض.                                                       |
| 30 مارس 2020                                 | نسبة صفر بالمائة سنويًا للزيادة، بدءًا من المستوى السائد دون تغيير في العرض.                                     |
| 14 أكتوبر 2020                               | لم يكن هناك تغيير في سياسة الصرف الأجنبي مُنذ قرار مارس. كان هذا متوقعًا من قبل جميع الاقتصاديين.                |

## سياسة الملكية
للحد من المُضاربات العقارية، فرضت الحكومة رسوم طوابع المشتري الإضافية (ABSD) بدءًا من ديسمبر 2011. رُفع من قيمة هاته الرسوم لاحقًا في يناير 2013، ثم مرة أخرى في يوليو 2018. حاليا لا تُطبق هاته الرسوم على المُواطنين السنغافوريين الذين يشترون عقاراتهم لأول مرة. لكن في المرة الثانية فصاعدًا، يدفعون رُسوما بنسبة 15٪. أما بالنسبة للأجانب، فإن مُعدل رسوم طوابع المشتري الإضافية هو 20٪، بغض النظر عما إذا كانت أول عملية شراء لعقار ما أم لا. وتبلغ نسبة الرسوم بالنسبة للكيانات 25٪. في نفس الوقت الذي رفعت فيه الحُكومة من رسوم طوابع المشتري الإضافية سنة 2018، شددت السلطة النقدية السنغافورية من القواعد المُتعلقة بقروض الإسكان، من خلال الحد من حيازة القروض، كما خفضت من نسبة القرض إلى القيمة (بالإنجليزية: Loan-to-Value).

## عمليات الدمج والاستحواذ
أُجريت ما مجموعها 16156 صفقة اندماج واستحواذ في سنغافورة حتى الآن. مُنذ عام 1985، عرفت هاته الصفقات ارتفاعا مُستمرا، ولم تنخفض أرقامها إلا في عامي 2002 و2009. كانت سنة 2017 السنة الأكثر نشاطا من حيث عدد الصفقات وقيمتها بما مجموعه 926 صفقة. بشكل عام، تُوزع الصفقات الواردة والصادرة في سنغافورة بالتساوي تقريبًا.
فيما يلي قائمة بأهم 10 صفقات اندماج أو استحواذ في سنغافورة:
| تاريخ الإعلان  | اسم الشركة المُستحوذة              | ميدان الاشتغال              | دولة الشركة المُستحوذة  | اسم الشركة الهدف                   | ميدان الاشتغال            | دولة الشركة المستهدفة      | قيمة الصفقة (مليون دولار) |
| 2 يناير 2008   | شاينين بروسبكت الخاصة المحدودة    | المالية                     | سنغافورة               | ريو تينتو بي إل سي                 | المعادن والتعدين          | المملكة المتحدة            | 14،284.17                 |
| 7 سبتمبر 2015  | شركة مجمع البترول الخاصة المحدودة | النفط والغاز                | سنغافورة               | إيسار للنفط المحدودة               | النفط والغاز              | الهند                      | 12907.25                  |
| 14 يوليو 2017  | نيستا القابضة للاستثمار المحدودة  | المالية                     | الصين                  | غلوبال لوجيستيكس بروبرتيز المحدودة | إدارة الاستثمار           | سنغافورة                   | 11،553.58                 |
| 12 أكتوبر 2016 | كيو إيتش جي شايرز الخاصة المحدودة | المالية                     | سنغافورة               | روسنفت للنفط                       | النفط والغاز              | روسيا                      | 10،776.55                 |
| 12 أكتوبر 2007 | حكومة سنغافورة للاستثمار          | الاستثمارات المالية البديلة | سنغافورة               | يو بي إس إيه جي                    | البنوك                    | سويسرا                     | 9760.42                   |
| 26 مارس 2001   | سنغافورة للاتصالات                | الاتصالات اللاسلكية         | سنغافورة               | كابل آند وايرليس أوبتوس المحدودة   | خدمات الاتصالات           | أستراليا                   | 8491.12                   |
| 12 يناير 2014  | مجموعة المستثمر                   | المالية                     | سنغافورة               | إيندكور بروبرتيز                   | صناديق الاستثمار العقارية | الولايات المتحدة الأمريكية | 8،100.00                  |
| 30 مارس 2007   | مجموعة المستثمر                   | المالية                     | سنغافورة               | ألينتا المحدودة                    | النفط والغاز              | أستراليا                   | 7500.98                   |
| 13 سبتمبر 2012 | تي سي سي للأصول المحدودة          | المالية                     | جزر العذراء البريطانية | شركة فريزر ونيف المحدودة           | الأغذية والمشروبات        | سنغافورة                   | 6896.48                   |
| 15 يناير 2008  | حكومة سنغافورة للاستثمار          | الاستثمارات المالية البديلة | سنغافورة               | شركة سيتي غروب                     | البنوك                    | الولايات المتحدة الأمريكية | 6،880.00                  |

## حقائق وأرقام
نسبة النمو الاقتصادي: 1.7% (2016)
معدل نمو الإنتاج الصناعي: 1% (تقديرات 2016)
الطاقة الكهربائية حسب المصدر:
الوقود الأحفوري: 95.3%
الطاقة الكهرمائية: 0%
الطاقة النووية: 0%
مصادر أخرى: 3.9% (تقديرات 2014)
حجم الاستهلاك من الكهرباء : 47.5 تيراواط ساعة (2016)
صادرات الكهرباء : 0 كيلوواط ساعة (2007)
واردات الكهرباء : 0 كيلوواط ساعة (2007)
المنتجات الزراعية: المطاط، جوز الكوبرا، الفواكه، الخضروات، الدواجن، البيض، الأسماك، السحلبيات، أسماك الزينة.
العملة: 1 دولار سنغافوري (يُرمز إليه بالرمزين S$ أو SGD) = 100 سنت
مُعدلات صرف العملة:
| السنة | دولار سنغافوري لكل 1 دولار أمريكي |
| ----- | --------------------------------- |
| 1981  | 2.0530                            |
| 1985  | 2.1213                            |
| 1990  | 1.7275                            |
| 1995  | 1.4148                            |
| 2000  | 1.7361                            |
| 2005  | 1.6738                            |
| 2011  | 1.2573                            |
| 2012  | 1.2498                            |
| 2013  | 1.2513                            |
| 2014  | 1.2671                            |
| 2015  | 1.3748                            |
| 2016  | 1.379                             |

## الترتيبات الدولية
- صنف البنك الدولي سنغافورة في المرتبة الأولى عالميًا من حيث سهولة ممارسة الأعمال التجارية سنة 2012، وتحتل هذا المركز  لمُدة 7 سنوات على التوالي.[161]
- تحتل سنغافورة المرتبة الأولى بين الدول الأكثر تنافسية في العالم.[162]
- تحتل سنغافورة المرتبة 14 من حيث أغلى المُدن في العالم التي يُمكنك أن تقضي ليلة فيها.[163]
- ذي إيكونوميست: معيار جودة المعيشة 2013, المرتبة 6 من أصل 111 دولة.
- تحتل سنغافورة المرتبة 15 من أصل 202 دولة من حيث الدين الخارجي، وذلك ابتداء من مارس 2017.
- احتياطي النقد الأجنبي: المرتبة 10 من أصل 121 دولة.
- الناتج المحلي الإجمالي الاسمي —
  - صندوق النقد الدولي: المرتبة 36 من أصل 188 دولة (2014).
  - البنك الدولي: المرتبة 36 من أصل 189 دولة (2014).
- نمو الناتج المحلي الإجمالي حسب تقديرات 2014: المرتبة 99 من أصل 198 دولة
- الناتج المحلي الإجمالي الاسمي للفرد —
  - صندوق النقد الدولي: المرتبة 6 من بين 186 دولة (2015).
- الناتج المحلي الإجمالي للفرد —
  - صندوق النقد الدولي: المرتبة 3 من أصل 187 دولة (2014).
  - البنك الدولي: المرتبة 3 من أصل 185 دولة (2014).
- الأمم المتحدة: مؤشر التنمية البشرية لسنة 2014، المرتبة 9 من أصل 187 دولة[164]
- وول ستريت جورنال: مؤشر الحرية الاقتصادية لسنة 2013، المرتبة 2 من أصل 155 بلدا.
- المنتدى الاقتصادي الدولي: مؤشر تنافسية السفر والسياحة  [لغات أخرى]‏ لسنة 2013، المرتبة 10 من بين 140 دولة[165]
- منظمة السياحة العالمية: إحصائيات السياحة العالمية، المرتبة 29 من بين جميع البلدان.[166]